# Список астероїдів (58001—58100)
| Назва                             | Тимчасове позначення | Дата відкриття    | Місце відкриття           | Відкривач                                              |
| --------------------------------- | -------------------- | ----------------- | ------------------------- | ------------------------------------------------------ |
| (58001) 2002 TX126                | 2002 TX126           | 4 жовтня 2002     | Сокорро (Нью-Мексико)     | LINEAR                                                 |
| (58002) 2002 TM175                | 2002 TM175           | 4 жовтня 2002     | Сокорро (Нью-Мексико)     | LINEAR                                                 |
| (58003) 2002 TC180                | 2002 TC180           | 14 жовтня 2002    | Сокорро (Нью-Мексико)     | LINEAR                                                 |
| (58004) 2002 TG206                | 2002 TG206           | 4 жовтня 2002     | Сокорро (Нью-Мексико)     | LINEAR                                                 |
| (58005) 2002 TR207                | 2002 TR207           | 4 жовтня 2002     | Сокорро (Нью-Мексико)     | LINEAR                                                 |
| (58006) 2002 TD221                | 2002 TD221           | 6 жовтня 2002     | Сокорро (Нью-Мексико)     | LINEAR                                                 |
| (58007) 2002 TL234                | 2002 TL234           | 6 жовтня 2002     | Сокорро (Нью-Мексико)     | LINEAR                                                 |
| (58008) 2002 TW240                | 2002 TW240           | 6 жовтня 2002     | Обсерваторія Галеакала    | NEAT                                                   |
| (58009) 2002 TU262                | 2002 TU262           | 10 жовтня 2002    | Паломарська обсерваторія  | NEAT                                                   |
| (58010) 2002 TB266                | 2002 TB266           | 10 жовтня 2002    | Сокорро (Нью-Мексико)     | LINEAR                                                 |
| (58011) 2002 TW280                | 2002 TW280           | 10 жовтня 2002    | Сокорро (Нью-Мексико)     | LINEAR                                                 |
| (58012) 2002 TM290                | 2002 TM290           | 10 жовтня 2002    | Сокорро (Нью-Мексико)     | LINEAR                                                 |
| (58013) 2002 TP293                | 2002 TP293           | 10 жовтня 2002    | Сокорро (Нью-Мексико)     | LINEAR                                                 |
| (58014) 2002 US28                 | 2002 US28            | 31 жовтня 2002    | Сокорро (Нью-Мексико)     | LINEAR                                                 |
| (58015) 2002 UG29                 | 2002 UG29            | 31 жовтня 2002    | Сокорро (Нью-Мексико)     | LINEAR                                                 |
| (58016) 2002 UH29                 | 2002 UH29            | 31 жовтня 2002    | Сокорро (Нью-Мексико)     | LINEAR                                                 |
| (58017) 2002 UC34                 | 2002 UC34            | 31 жовтня 2002    | Обсерваторія Кітт-Пік     | Spacewatch                                             |
| (58018) 2002 UX37                 | 2002 UX37            | 31 жовтня 2002    | Паломарська обсерваторія  | NEAT                                                   |
| (58019) 2002 UV40                 | 2002 UV40            | 31 жовтня 2002    | Станція Андерсон-Меса     | LONEOS                                                 |
| (58020) 2002 VE17                 | 2002 VE17            | 5 листопада 2002  | Сокорро (Нью-Мексико)     | LINEAR                                                 |
| (58021) 2002 VD32                 | 2002 VD32            | 5 листопада 2002  | Сокорро (Нью-Мексико)     | LINEAR                                                 |
| (58022) 2002 VK36                 | 2002 VK36            | 5 листопада 2002  | Сокорро (Нью-Мексико)     | LINEAR                                                 |
| (58023) 2002 VR40                 | 2002 VR40            | 6 листопада 2002  | Обсерваторія Галеакала    | NEAT                                                   |
| (58024) 2002 VC48                 | 2002 VC48            | 5 листопада 2002  | Сокорро (Нью-Мексико)     | LINEAR                                                 |
| (58025) 2002 VW48                 | 2002 VW48            | 5 листопада 2002  | Станція Андерсон-Меса     | LONEOS                                                 |
| (58026) 2002 VS55                 | 2002 VS55            | 6 листопада 2002  | Сокорро (Нью-Мексико)     | LINEAR                                                 |
| (58027) 2002 VH58                 | 2002 VH58            | 6 листопада 2002  | Обсерваторія Галеакала    | NEAT                                                   |
| (58028) 2002 VB63                 | 2002 VB63            | 6 листопада 2002  | Сокорро (Нью-Мексико)     | LINEAR                                                 |
| (58029) 2002 VH63                 | 2002 VH63            | 6 листопада 2002  | Станція Андерсон-Меса     | LONEOS                                                 |
| (58030) 2002 VU67                 | 2002 VU67            | 8 листопада 2002  | Сокорро (Нью-Мексико)     | LINEAR                                                 |
| (58031) 2002 VH82                 | 2002 VH82            | 7 листопада 2002  | Сокорро (Нью-Мексико)     | LINEAR                                                 |
| (58032) 2002 VA86                 | 2002 VA86            | 8 листопада 2002  | Сокорро (Нью-Мексико)     | LINEAR                                                 |
| (58033) 2002 VB88                 | 2002 VB88            | 8 листопада 2002  | Сокорро (Нью-Мексико)     | LINEAR                                                 |
| (58034) 2002 VS101                | 2002 VS101           | 11 листопада 2002 | Сокорро (Нью-Мексико)     | LINEAR                                                 |
| (58035) 2002 VK107                | 2002 VK107           | 12 листопада 2002 | Сокорро (Нью-Мексико)     | LINEAR                                                 |
| (58036) 2002 VO108                | 2002 VO108           | 12 листопада 2002 | Сокорро (Нью-Мексико)     | LINEAR                                                 |
| (58037) 2002 VL109                | 2002 VL109           | 12 листопада 2002 | Сокорро (Нью-Мексико)     | LINEAR                                                 |
| (58038) 2002 VJ110                | 2002 VJ110           | 12 листопада 2002 | Сокорро (Нью-Мексико)     | LINEAR                                                 |
| (58039) 2002 VC113                | 2002 VC113           | 13 листопада 2002 | Паломарська обсерваторія  | NEAT                                                   |
| (58040) 2002 VU122                | 2002 VU122           | 13 листопада 2002 | Паломарська обсерваторія  | NEAT                                                   |
| (58041) 2002 VU127                | 2002 VU127           | 14 листопада 2002 | Сокорро (Нью-Мексико)     | LINEAR                                                 |
| (58042) 2002 VV127                | 2002 VV127           | 14 листопада 2002 | Сокорро (Нью-Мексико)     | LINEAR                                                 |
| (58043) 2002 VJ128                | 2002 VJ128           | 14 листопада 2002 | Сокорро (Нью-Мексико)     | LINEAR                                                 |
| (58044) 2002 WF                   | 2002 WF              | 17 листопада 2002 | Обсерваторія Амейя-де-Мар | Жауме Номен                                            |
| (58045) 2002 WY16                 | 2002 WY16            | 28 листопада 2002 | Обсерваторія Галеакала    | NEAT                                                   |
| (58046) 2002 XA14                 | 2002 XA14            | 1 грудня 2002     | Обсерваторія Галеакала    | NEAT                                                   |
| (58047) 2002 XY21                 | 2002 XY21            | 2 грудня 2002     | Сокорро (Нью-Мексико)     | LINEAR                                                 |
| (58048) 2002 XJ78                 | 2002 XJ78            | 11 грудня 2002    | Сокорро (Нью-Мексико)     | LINEAR                                                 |
| (58049) 2002 XY86                 | 2002 XY86            | 11 грудня 2002    | Сокорро (Нью-Мексико)     | LINEAR                                                 |
| (58050) 2002 YA                   | 2002 YA              | 18 грудня 2002    | Обсерваторія Галеакала    | NEAT                                                   |
| (58051) 2002 YY2                  | 2002 YY2             | 28 грудня 2002    | Обсерваторія Амейя-де-Мар | Обсерваторія Амейя-де-Мар                              |
| (58052) 2003 AN1                  | 2003 AN1             | 1 січня 2003      | Сокорро (Нью-Мексико)     | LINEAR                                                 |
| (58053) 2003 AP5                  | 2003 AP5             | 1 січня 2003      | Сокорро (Нью-Мексико)     | LINEAR                                                 |
| (58054) 2003 AR5                  | 2003 AR5             | 1 січня 2003      | Сокорро (Нью-Мексико)     | LINEAR                                                 |
| (58055) 2003 AH6                  | 2003 AH6             | 1 січня 2003      | Сокорро (Нью-Мексико)     | LINEAR                                                 |
| (58056) 2003 AJ41                 | 2003 AJ41            | 7 січня 2003      | Сокорро (Нью-Мексико)     | LINEAR                                                 |
| (58057) 2003 AG58                 | 2003 AG58            | 5 січня 2003      | Сокорро (Нью-Мексико)     | LINEAR                                                 |
| (58058) 2118 P-L                  | 2118 P-L             | 24 вересня 1960   | Паломарська обсерваторія  | К. Й. ван Гаутен, І. ван Гаутен-Ґроневельд, Т. Герельс |
| (58059) 2690 P-L                  | 2690 P-L             | 24 вересня 1960   | Паломарська обсерваторія  | К. Й. ван Гаутен, І. ван Гаутен-Ґроневельд, Т. Герельс |
| (58060) 2751 P-L                  | 2751 P-L             | 24 вересня 1960   | Паломарська обсерваторія  | К. Й. ван Гаутен, І. ван Гаутен-Ґроневельд, Т. Герельс |
| (58061) 2769 P-L                  | 2769 P-L             | 24 вересня 1960   | Паломарська обсерваторія  | К. Й. ван Гаутен, І. ван Гаутен-Ґроневельд, Т. Герельс |
| (58062) 4034 P-L                  | 4034 P-L             | 24 вересня 1960   | Паломарська обсерваторія  | К. Й. ван Гаутен, І. ван Гаутен-Ґроневельд, Т. Герельс |
| (58063) 6024 P-L                  | 6024 P-L             | 24 вересня 1960   | Паломарська обсерваторія  | К. Й. ван Гаутен, І. ван Гаутен-Ґроневельд, Т. Герельс |
| (58064) 6220 P-L                  | 6220 P-L             | 24 вересня 1960   | Паломарська обсерваторія  | К. Й. ван Гаутен, І. ван Гаутен-Ґроневельд, Т. Герельс |
| (58065) 6814 P-L                  | 6814 P-L             | 24 вересня 1960   | Паломарська обсерваторія  | К. Й. ван Гаутен, І. ван Гаутен-Ґроневельд, Т. Герельс |
| (58066) 7579 P-L                  | 7579 P-L             | 17 жовтня 1960    | Паломарська обсерваторія  | К. Й. ван Гаутен, І. ван Гаутен-Ґроневельд, Т. Герельс |
| (58067) 2269 T-1                  | 2269 T-1             | 25 березня 1971   | Паломарська обсерваторія  | К. Й. ван Гаутен, І. ван Гаутен-Ґроневельд, Т. Герельс |
| (58068) 3143 T-1                  | 3143 T-1             | 26 березня 1971   | Паломарська обсерваторія  | К. Й. ван Гаутен, І. ван Гаутен-Ґроневельд, Т. Герельс |
| (58069) 4310 T-1                  | 4310 T-1             | 26 березня 1971   | Паломарська обсерваторія  | К. Й. ван Гаутен, І. ван Гаутен-Ґроневельд, Т. Герельс |
| (58070) 1034 T-2                  | 1034 T-2             | 29 вересня 1973   | Паломарська обсерваторія  | К. Й. ван Гаутен, І. ван Гаутен-Ґроневельд, Т. Герельс |
| (58071) 1308 T-2                  | 1308 T-2             | 29 вересня 1973   | Паломарська обсерваторія  | К. Й. ван Гаутен, І. ван Гаутен-Ґроневельд, Т. Герельс |
| (58072) 1476 T-2                  | 1476 T-2             | 30 вересня 1973   | Паломарська обсерваторія  | К. Й. ван Гаутен, І. ван Гаутен-Ґроневельд, Т. Герельс |
| (58073) 1514 T-2                  | 1514 T-2             | 29 вересня 1973   | Паломарська обсерваторія  | К. Й. ван Гаутен, І. ван Гаутен-Ґроневельд, Т. Герельс |
| (58074) 1612 T-2                  | 1612 T-2             | 24 вересня 1973   | Паломарська обсерваторія  | К. Й. ван Гаутен, І. ван Гаутен-Ґроневельд, Т. Герельс |
| (58075) 2205 T-2                  | 2205 T-2             | 29 вересня 1973   | Паломарська обсерваторія  | К. Й. ван Гаутен, І. ван Гаутен-Ґроневельд, Т. Герельс |
| (58076) 2208 T-2                  | 2208 T-2             | 29 вересня 1973   | Паломарська обсерваторія  | К. Й. ван Гаутен, І. ван Гаутен-Ґроневельд, Т. Герельс |
| (58077) 2209 T-2                  | 2209 T-2             | 29 вересня 1973   | Паломарська обсерваторія  | К. Й. ван Гаутен, І. ван Гаутен-Ґроневельд, Т. Герельс |
| (58078) 3003 T-2                  | 3003 T-2             | 30 вересня 1973   | Паломарська обсерваторія  | К. Й. ван Гаутен, І. ван Гаутен-Ґроневельд, Т. Герельс |
| (58079) 3244 T-2                  | 3244 T-2             | 30 вересня 1973   | Паломарська обсерваторія  | К. Й. ван Гаутен, І. ван Гаутен-Ґроневельд, Т. Герельс |
| (58080) 4228 T-2                  | 4228 T-2             | 29 вересня 1973   | Паломарська обсерваторія  | К. Й. ван Гаутен, І. ван Гаутен-Ґроневельд, Т. Герельс |
| (58081) 4817 T-2                  | 4817 T-2             | 25 вересня 1973   | Паломарська обсерваторія  | К. Й. ван Гаутен, І. ван Гаутен-Ґроневельд, Т. Герельс |
| (58082) 5072 T-2                  | 5072 T-2             | 25 вересня 1973   | Паломарська обсерваторія  | К. Й. ван Гаутен, І. ван Гаутен-Ґроневельд, Т. Герельс |
| (58083) 5459 T-2                  | 5459 T-2             | 30 вересня 1973   | Паломарська обсерваторія  | К. Й. ван Гаутен, І. ван Гаутен-Ґроневельд, Т. Герельс |
| 58084 Hiketaon                    | 1197 T-3             | 17 жовтня 1977    | Паломарська обсерваторія  | К. Й. ван Гаутен, І. ван Гаутен-Ґроневельд, Т. Герельс |
| (58085) 1199 T-3                  | 1199 T-3             | 17 жовтня 1977    | Паломарська обсерваторія  | К. Й. ван Гаутен, І. ван Гаутен-Ґроневельд, Т. Герельс |
| (58086) 2017 T-3                  | 2017 T-3             | 16 жовтня 1977    | Паломарська обсерваторія  | К. Й. ван Гаутен, І. ван Гаутен-Ґроневельд, Т. Герельс |
| (58087) 2156 T-3                  | 2156 T-3             | 16 жовтня 1977    | Паломарська обсерваторія  | К. Й. ван Гаутен, І. ван Гаутен-Ґроневельд, Т. Герельс |
| (58088) 2256 T-3                  | 2256 T-3             | 16 жовтня 1977    | Паломарська обсерваторія  | К. Й. ван Гаутен, І. ван Гаутен-Ґроневельд, Т. Герельс |
| (58089) 2352 T-3                  | 2352 T-3             | 16 жовтня 1977    | Паломарська обсерваторія  | К. Й. ван Гаутен, І. ван Гаутен-Ґроневельд, Т. Герельс |
| (58090) 3452 T-3                  | 3452 T-3             | 16 жовтня 1977    | Паломарська обсерваторія  | К. Й. ван Гаутен, І. ван Гаутен-Ґроневельд, Т. Герельс |
| (58091) 3768 T-3                  | 3768 T-3             | 16 жовтня 1977    | Паломарська обсерваторія  | К. Й. ван Гаутен, І. ван Гаутен-Ґроневельд, Т. Герельс |
| (58092) 4053 T-3                  | 4053 T-3             | 16 жовтня 1977    | Паломарська обсерваторія  | К. Й. ван Гаутен, І. ван Гаутен-Ґроневельд, Т. Герельс |
| (58093) 1934 JP                   | 1934 JP              | 9 травня 1934     | Обсерваторія Лік          | Гамільтон Джефферс                                     |
| (58094) 1972 AP                   | 1972 AP              | 14 січня 1972     | Гамбурзька обсерваторія   | Любош Когоутек                                         |
| 58095 Оранієнштайн (Oranienstein) | 1973 SN              | 19 вересня 1973   | Паломарська обсерваторія  | К. Й. ван Гаутен, І. ван Гаутен-Ґроневельд, Т. Герельс |
| 58096 Oineus                      | 1973 SC2             | 29 вересня 1973   | Паломарська обсерваторія  | К. Й. ван Гаутен, І. ван Гаутен-Ґроневельд, Т. Герельс |
| 58097 Алімов (Alimov)             | 1976 UQ1             | 26 жовтня 1976    | КрАО                      | Смирнова Тамара Михайлівна                             |
| 58098 Кюрренбах (Quirrenbach)     | 1977 TC              | 9 жовтня 1977     | Обсерваторія Ла-Сілья     | Лутц Шмадель                                           |
| (58099) 1978 RB10                 | 1978 RB10            | 2 вересня 1978    | Обсерваторія Ла-Сілья     | Клаес-Інґвар Лаґерквіст                                |
| (58100) 1978 VQ7                  | 1978 VQ7             | 7 листопада 1978  | Паломарська обсерваторія  | Е. Гелін, Ш. Дж. Бас                                   |